# 白象牙参
白象牙参（学名：Roscoea blanda）为姜科象牙参属下的一个种。